# Население Исландии

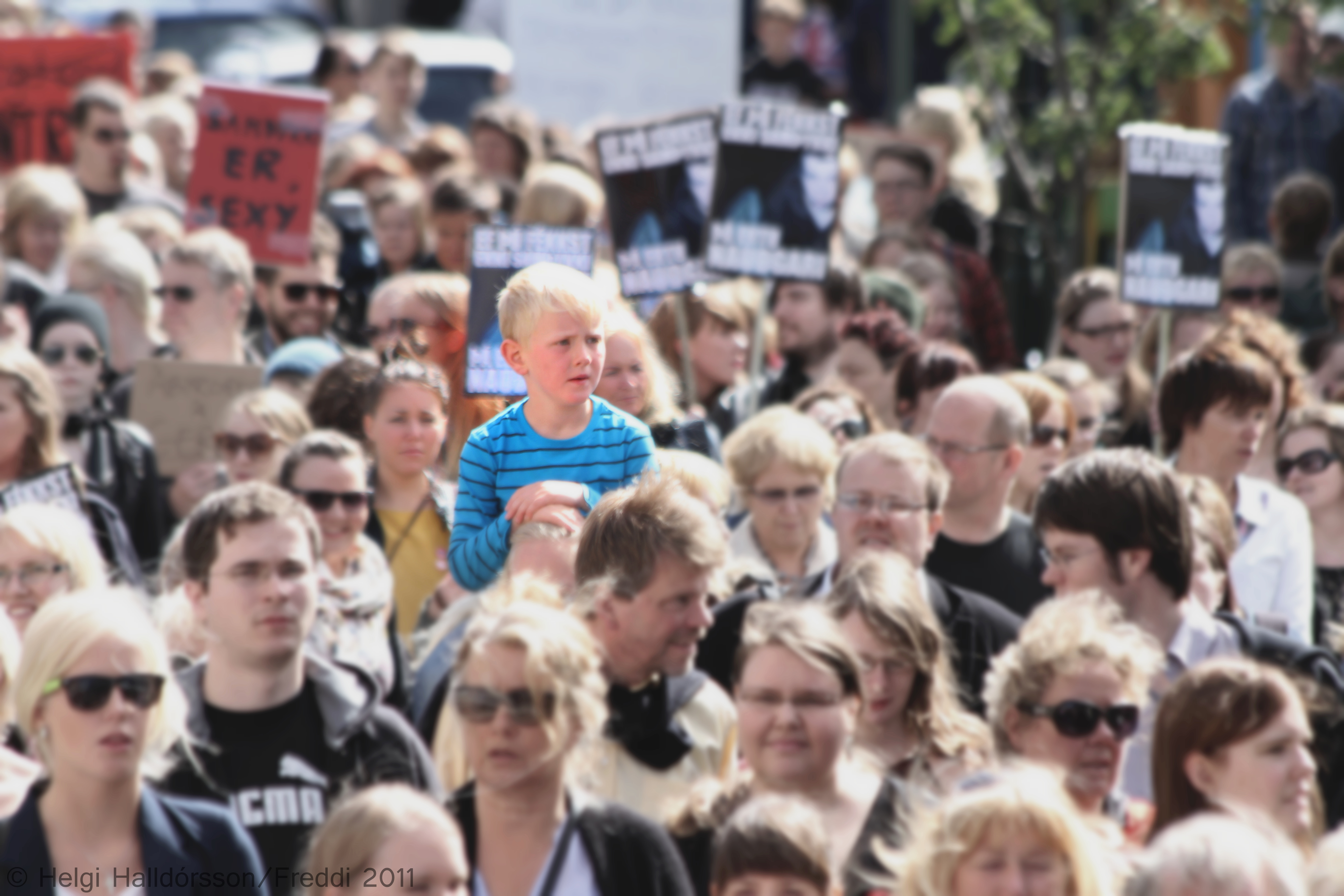
Жители Рейкьявика в 2012 году на демонстрации.

К 2018 году население Исландии составляет более 350 тысяч жителей. 
Согласно данным Всемирного банка и исландской статистики, уровень рождаемости в Исландии в 2017 году упал до исторического минимума, однако рождаемость на острове по-прежнему на 30—40 % выше числа смертей. Прирост населения обеспечивают также иммигранты, которых на территории государства становится всё больше — 11 % от общей численности населения в 2017 году. Правительство страны, как следует из его опубликованных в 2011 году ответов на вопросник ООН, никогда не применяло меры повышения рождаемости.

## История
Исландия была заселена в IX—X веках, и с тех пор её населяли преимущественно потомки первых поселенцев; позднейшая иммиграция на остров была ограничена. До середины XX века большинство населения обитало на изолированных фермах. В истории страны неоднократно происходили резкие сокращения числа жителей из-за эпидемий, извержений вулканов, землетрясений и голода. В XX веке наблюдались постоянный прирост населения (на 1,5 % в год) и миграция сельских жителей в города. В настоящее время 95 % жителей обитают в городах и посёлках. В северной части страны поселения сосредоточены вдоль побережья и в долинах рек. 20 % территории Исландии не заселено.

## Половозрастной состав

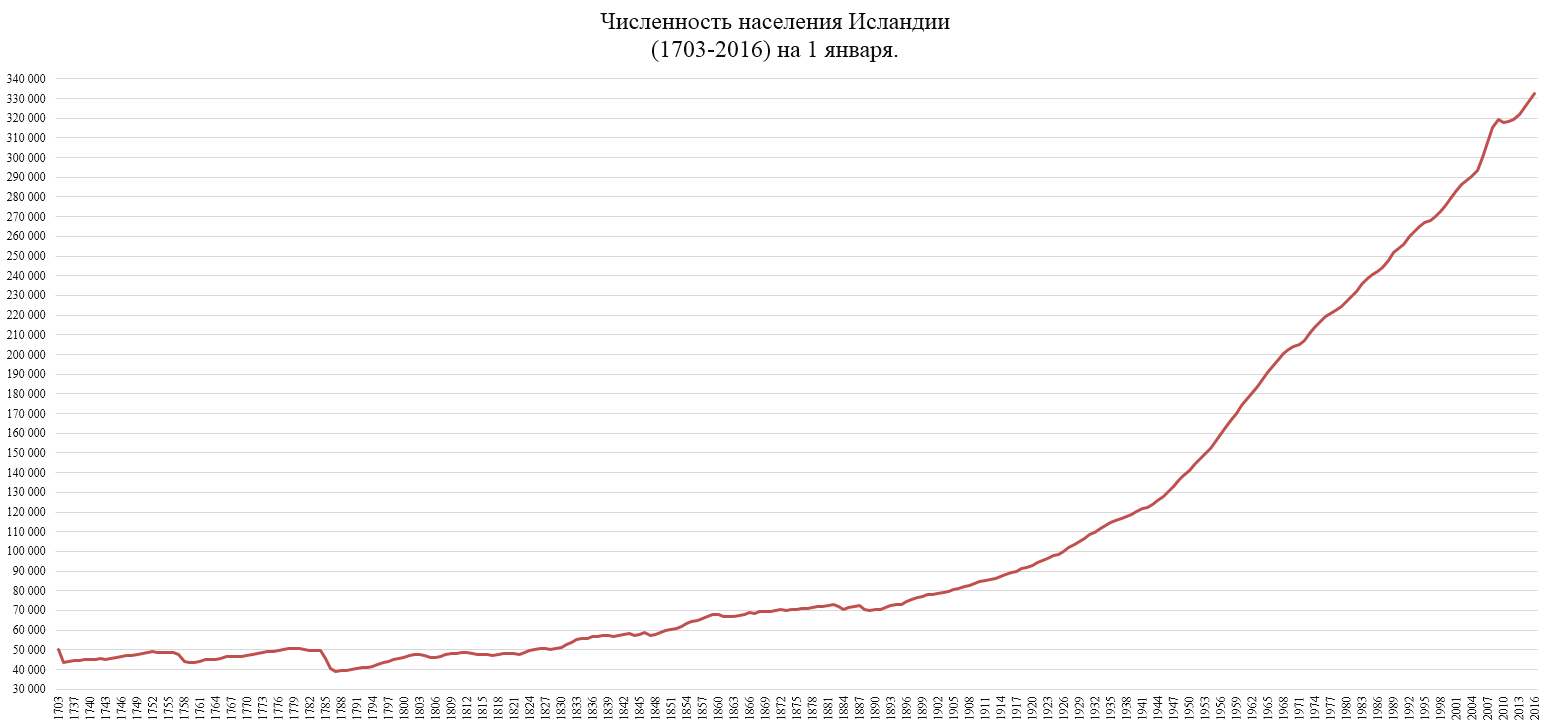
Историческая численность населения Исландии 1703—2016 годов

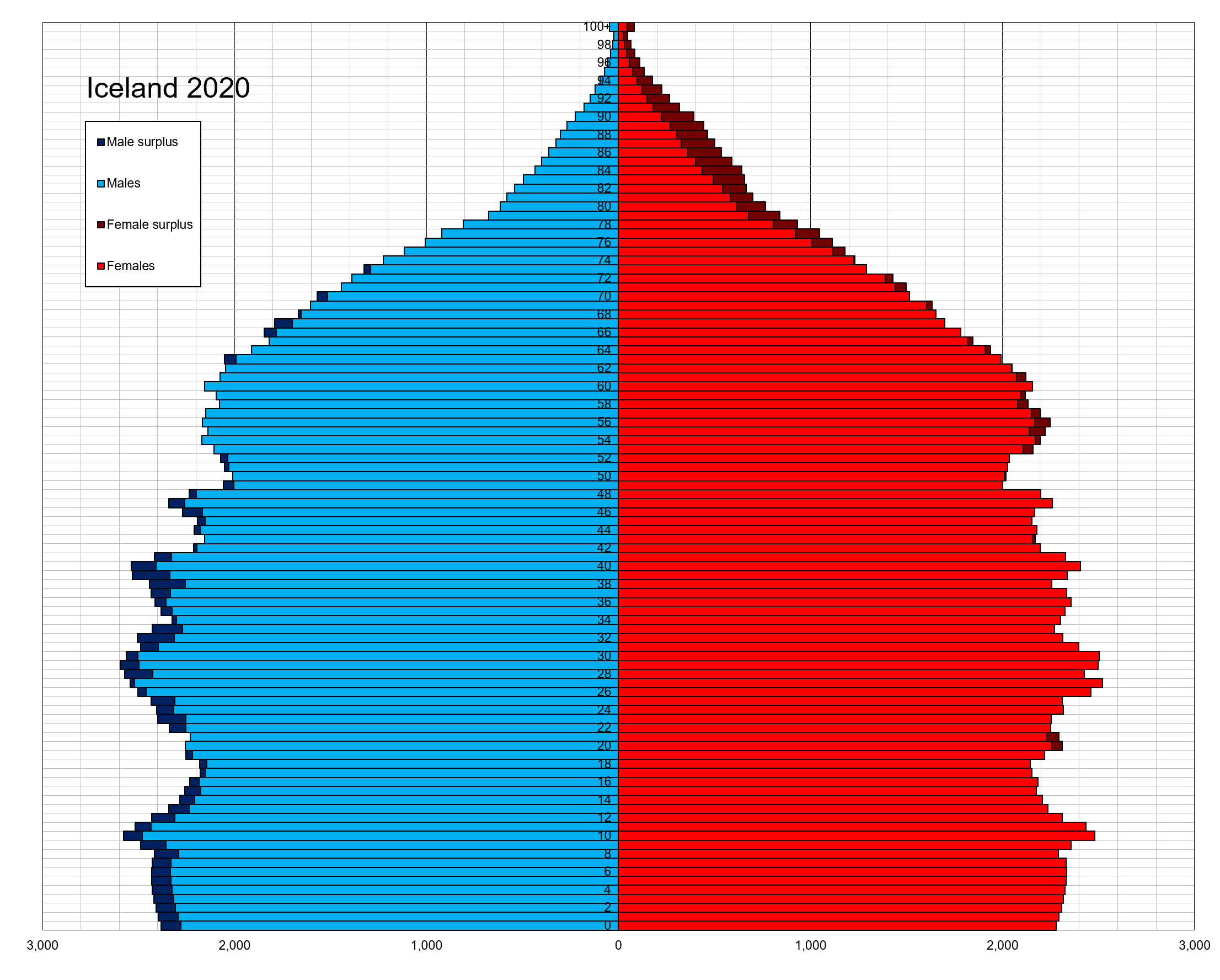
Возрастно-половая пирамида населения Исландии на 2020 год

Средний возраст населения: всего — 35,1 года, мужчины — 34,6 года, женщины — 35,6 года (по данным на 2008 год).
Возрастной состав:
- моложе 15 лет — 20,7 % (мужчины — 32,268 / женщины — 31,308)
- 15-64 года — 67,1 % (мужчины — 104,158 / женщины — 101,584)
- старше 65 лет — 12,2 % (мужчины — 16,952 / женщины — 20,424).

## Динамика численности

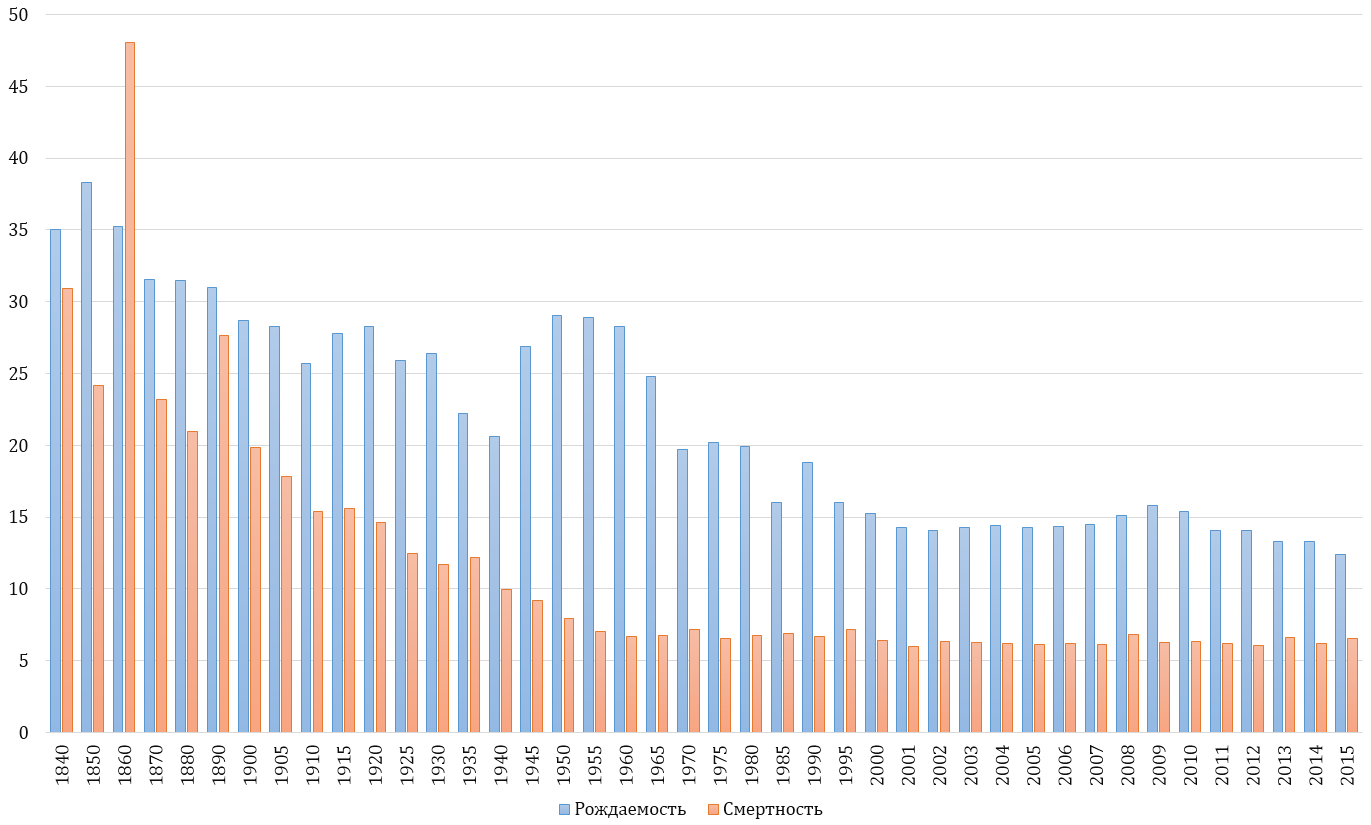
Естественный прирост в Исландии в 1840—2015 годах

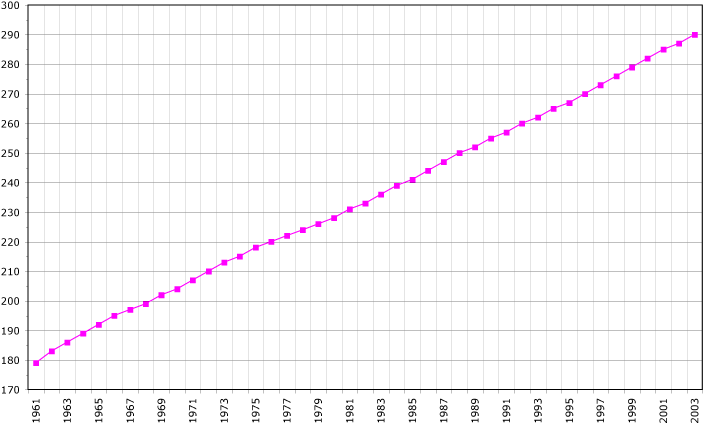
Динамика роста населения Исландии

Демографическое развитие, согласно официальной статистике:

## Этнический состав

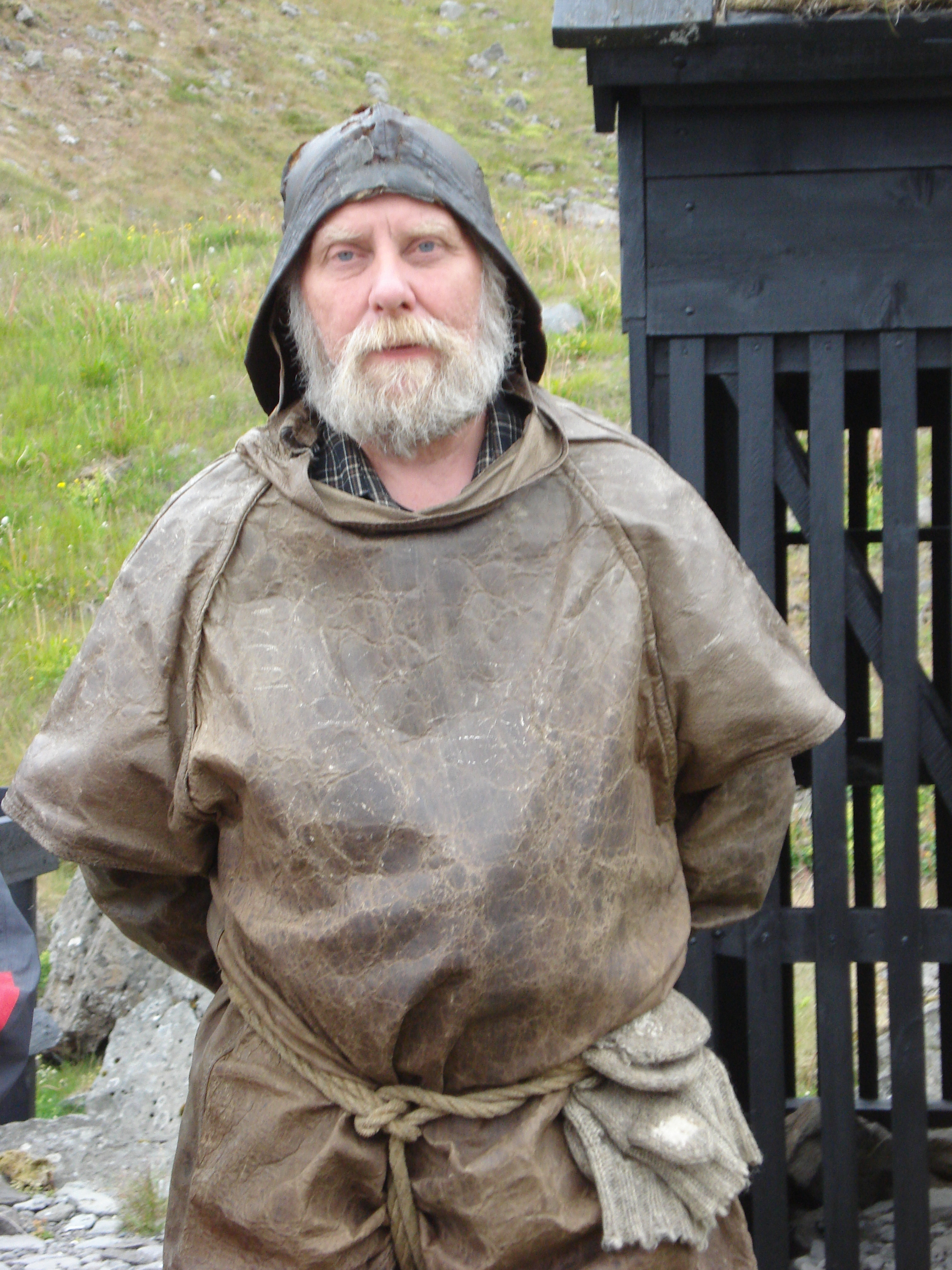
Исландский рыбак из деревни Болунгарвик.

Национальный состав в настоящее время уже не так однороден, как в прошлые десятилетия: исландцы, говорящие на исландском языке, составляют примерно 86 % населения. Значительная часть населения владеет датским языком. В исландских школах его изучают с 6-го класса. 
Средняя плотность населения — около 3,5 человек на 1 км². Около 60 % жителей сосредоточено в юго-западной части страны. Населённые пункты расположены главным образом вдоль побережья и в глубине фьордов. В центральной части острова встречаются лишь хутора (по 20—30 человек); большинство же проживает в городах и рыбацких посёлках. В столице Исландии Рейкьявике проживает 40 % населения страны (вместе с агломерацией — 65 %), другие значительные пункты — Акюрейри, Коупавогюр, Хабнарфьёрдур, Исафьордюр, Эйильстадир, Хёбн, Сиглуфьёрдур, Хеймаэй (Вестманнаэйяр).

## Вероисповедание
Почти 73 % населения номинально принадлежит к евангелическим лютеранским церквям (в подавляющем большинстве к Церкви Исландии), 12,6 % населения принадлежит к скандинавскому неоязыческому движению «Асатру», 3,85 % — к римско-католической церкви, 2,3 % — к лютеранской Свободной церкви Рейкьявика, 1,6 % — к хабнарфьёрдурской свободной церкви, 2,8 % — к другим христианским религиям, 0,9 % — к другим религиям, 6,69 % — другие или не определившиеся (данные 2018 года).
Однако в реальности, современное исландское общество является достаточно секулярным. Например по опросу 2010 года, определённо «верит в Бога» лишь 31 % населения.

## Занятость
Экономически активное население Исландии составляет 208 400 человек (по данным на апрель 2019 года), из них 36 % заняты в сельском хозяйстве, 21 % — в рыболовстве, 18 % — в промышленности и ремёслах, 15 % — в торговле и транспорте, 10 % — прочие.